# ✘
Cette page contient des caractères spéciaux ou non latins. S’ils s’affichent mal (▯, ?, etc.), consultez la page d’aide Unicode.
La marque x ou le x de bulletin de vote, ✗ ou ✘, est un symbole servant, par exemple, à signifier « Je refuse », « Je n'ai pas lu et compris le contrat » ou « Je n'active pas ce paramètre ». Il est généralement utilisé par opposition au signe coche ✓ ou ✔, ou dans un carré de bulletin de vote ☒ par opposition au bulletin de vote vide ☐. Les deux signes opposés, marque x et coche, sont parfois représentés dans un carré de bulletin de vote ☐ : ☒ et ☑.
| Symbole | Code Unicode | Nom                                   |
| ------- | ------------ | ------------------------------------- |
| Oo✗Oo   | U+2717       | x de bulletin de vote                 |
| Oo✘Oo   | U+2718       | gros x de bulletin de vote            |
| Oo⮽Oo   | U+2BBD       | bulletin de vote avec x fin           |
| Oo☒Oo   | U+2612       | bulletin de vote avec x               |
| Oo🗴Oo   | U+1F5F4      | marque x cursif                       |
| Oo🗶Oo   | U+1F5F6      | marque x gras cursif                  |
| Oo🗵Oo   | U+1F5F5      | bulletin de vote marqué d’un x cursif |

| Symbole | Code Unicode | Nom                                         |
| ------- | ------------ | ------------------------------------------- |
| Oo×Oo   | U+00D7       | signe de multiplication (Produit cartésien) |
| Oo╳Oo   | U+2573       | filet diagonal en croix                     |
| Oo☓Oo   | U+2613       | sautoir (croix de saint André)              |
| Oo✕Oo   | U+2715       | x de multiplication                         |
| Oo✖Oo   | U+2716       | gros x de multiplication                    |
| Oo⨉Oo   | U+2A09       | opérateur multiplié par n-aire (arité)      |
| Oo⨯Oo   | U+2A2F       | signe de produit vectoriel                  |
| Oo🞩Oo   | U+1F7A9      | sautoir fin (fine croix de saint André)     |

Il s'oppose au caractère :
| Symbole | Code Unicode | Nom                            |
| ------- | ------------ | ------------------------------ |
| Oo☐Oo   | U+2610       | carré                          |
| Oo☑Oo   | U+2611       | bulletin de vote coché         |
| Oo✓Oo   | U+2713       | coche                          |
| Oo✔Oo   | U+2714       | coche en gras                  |
| Oo🗸Oo   | U+1F5F8      | coche fine                     |
| Oo🗹Oo   | U+1F5F9      | bulletin de vote coché en gras |